# نائو کودایرا
نائو کودایرا (ژاپنی: 小平 奈緒؛ زادهٔ ۲۶ مهٔ ۱۹۸۶) اسکیت‌باز سرعت اهل ژاپن است.